# Telaranea chaetophylla
Telaranea chaetophylla là một loài rêu tản trong họ Lepidoziaceae. Loài này được (Spruce) Schiffner miêu tả khoa học lần đầu tiên năm 1893.